# 党議拘束
党議拘束（とうぎこうそく）とは、政党の決議によって所属議員の表決活動を拘束すること。政党規律（party discipline）という語も用いられる。

## 概説
主に議会で採決される案件に対し、党全体の意思としてあらかじめ賛成するか反対するかを決めておき、所属議員の表決行動を拘束する。個々人の自由意志で賛否を表明することは容認しない。ひとつの政党が結束して行動するための手段として用いられる。
党議拘束への違反者への処分は、案件ごと政党によって異なるが、除名や党員資格停止などにおよぶこともある。党議拘束は政党内部の規則によって定まるものであり、党則などによって明文化されている場合もある。
党議拘束のありかたは国、政党によって異なる。議院内閣制をとる国々では一般に党議拘束が強いという傾向があるとされている。これは、議院内閣制において行政権を担う内閣を組織するためには議会における多数派の形成が不可欠であり、また政権を獲得してこれを維持し、政策運営を容易にするためにも党議拘束によって多数派の形成を図る必要性が大きいためと説明される。行政府と立法府が厳格に峻別されている米国のように、大統領をはじめ行政府の閣僚（顧問団）の選出に議員が関与しない政治制度では政党規律の意義は低くなる。
党議拘束について政治学では様々な分析が行われている。
党議拘束が強い場合、与党の内部の意思決定が、事実上議案の行方を決める。このことから、議会での議論を形骸化させ、多数決で決める民主主義の根本理念から大きく矛盾する（与党と利害が対立する議案は国会で可決・成立しない）との批判もある。帝国議会においては、尾崎行雄が党議拘束廃止論を唱えたことが知られる。日本では内閣不信任決議案を決議できない参議院で特に、党議拘束を廃止し、参議院での議論の質を高めようという議論もある。また、議論を充実させるために、法案に対する表決時までは党議拘束をかけるべきではない、という議論もある。
一方、個々の議員が党指導部からの拘束を受けることなく投票行動を行うことが可能な場合、利益団体（圧力団体）が特定の利害を要求しつつ個々の議員を説得することで影響力を行使しやすくなるという側面もあり（ロビー活動も参照）、利益集団政治に対しては政党衰退の一因となっているという指摘もある。逆に、政党首脳部が利益団体に影響されてしまう際は議会の防波堤が機能しなくなるとも言える。

## 日本
日本では、多くの政党がほとんどの案件に党議拘束をかけている。したがって、与野党が伯仲している場合や大量の造反者が出ることが予想されるといった状況にある場合を除き、ほとんどの案件について採決前に可決されるか否決されるかが判明する。
自由民主党では党大会や両院議員総会や総務会の決議によって、党議拘束がかかる慣例になっている。民主党は、党議拘束違反を理由に党内処分をおこなってきたが、党議拘束の規約はない上に党内事前審査が確立されていないなど、党議拘束の有効性などについての疑問も呈されている。
党議拘束は党執行部の意向に沿う形で本会議での採決に先立って党内意思決定機関で最終確認されるが、党内に反対派がいて議論がまとまらない場合には党首などへの一任取り付けを宣言して党内手続が打ち切られることもある。また、党内意思決定機関で党の意思が最終確認された後にも党内の反対派に造反のおそれがある場合には、本会議の採決には党議拘束がかかっていることを強調することで党内の反対派の動きの牽制が図られることもある。
日本の国会では殆どの案件で党議拘束がかかることから、衆議院過半数を占める与党の党議拘束がかかった場合、与党と利害が反する議員立法の法案は成立することはない。五十嵐敬喜は『政策決定プロセスにおける（行政府）官僚支配を決定的にしているのが国会審議における党議拘束であり、（行政府）官僚はこれがあるかぎり与党（与党議員）とだけ調整していればよいのである』と分析しており、党議拘束は国会改革における重要な議題の一つとしている。
国会議員への党議拘束は日本国憲法第51条の「両議院の議員は、議院で行った演説、討論又は表決について、院外で責任を問はれない」から違憲とする意見があるが、院外の公権力によって議院内の活動に対して議員に責任を問うことを禁止しているのであって、党所属の国会議員を政党内部において政党の処罰をすることは禁止されていないとする観点より、合憲とする説が有力である。

## イギリス
イギリスの議会では原則として予算案の議決には下院与党の党議拘束がかけられ、非常に党派性のつよい二大政党制が実施されている。これはマニフェスト選挙とともにイギリスの半代表制議会制度を象徴しており、国民有権者の投票の結果としての契約（マニフェスト）に対して忠実であるべき下院の伝統とされている。一方で議員の自由委任に関わる反論も根強く、若手議員（バックベンチャー）を中心とした造反がしばしばみられる。上院では党議拘束は下院にくらべて少なく、これは上院が貴族院であるという事情が背景にあり民主的正当性がないことが影響しており、国民の目から「議員としての正当性ある者」として見られることが大きな焦点となることが影響している。イギリスではソールズベリー・ドクトリンの伝統から政権選択選挙（下院選挙）の争点として明確に掲げられた政策課題については、原則として下院の決定を上院が覆すことはないため、上院は下院より詳細な審議をおこない年間3000-4000の修正をおこなうことで、下院党派とはことなる見識を議会に提供している。なお、このようなソールズベリー・ドクトリンを絶対視する理解は、実態を見た場合誤りであるという指摘もある。小堀眞裕によれば、ブレア政権のIDカード法案に関しては、それがマニフェストでも明記されていたにもかかわらず、貴族院で強力な抵抗にあい、政府法案は12回も敗北させられた。実際に、上下両院で合意されている内容は、マニフェスト関連法案の本質を崩さない限り、時間の許す限り修正することができるという合意であり、マニフェストに書かれたものであれば、政府法案は盤石で上院を通過できるという理解は誤りである。
イギリスの議会においては、「投票指示」という形で3レベルの党議拘束がかけられている。投票内容について議員に明示的な指示を行うことは議会特権を侵す恐れがあることから、党の要求は明確に、しかし間接的に提示される。党議拘束は院内総務 (whipという）が毎週、所属議員に対して送付する、向こう2週間の議事と投票日時の見込みを記した登院命令書（これも whip という）により行われる。採決が行われる日に「貴殿の登院は絶対不可欠である (Your attendance is absolutely essential)」といった文が付されたうえで、拘束の厳しさが1本から3本の下線で提示される。
- 一本線（single-line whip）：登院要請。党の方針についてのガイドであり、採決が予想される日を通知するもの。登院または投票は拘束されない。
- 二本線（two-line whip または double-line whip)：登院命令。党の立場に応じて投票を部分的に拘束し、院内総務による事前の許可がない限り登院必須とされる。
- 三本線（three-line whip）：登院厳重命令。投票は党の立場に完全に拘束され、院内総務は相当な理由がない限り欠席を許可しない。造反は重大な規律違反として取り扱われ、党内派閥あるいは党からの除名もありうる。通常は不信任決議や予算など、重要事案の採決に限って指示される。取り扱いや懲罰の厳しさは政党や議院によっても異なる。

## ドイツ
ドイツの立法機関は二院制だが、このうち党議拘束（ドイツでは会派規律"Fraktionsdisziplin"と呼ばれる）が問題となるのはドイツ連邦議会である。もう一方の連邦参議院は、連邦議会の審議に先立って審議して修正意見を提出し、連邦議会が審議決定した後には同意を求められ、場合によっては協議を行う、という形で立法過程に参画している。
ドイツも議院内閣制のため、ほとんどの政府提出法案が、与党による会派規律（党議拘束）の対象となる。ただ、政府提出法案や予算案などを事前に審査して閣議決定を行い、ほぼそのまま国会を通過する日本とは異なり、連邦議会の委員会審議において、与党による多数の法案修正が行われている点が異なる。これは、法案審査が二段階で、閣議決定前の段階に加え、連邦参議院の修正意見を受けた後の連邦議会委員会審議の段階でも行われているためである。二段階目の審査結果が法案修正案として委員会に提出されて可決され、本会議に提出される運びとなるので、これが会派規律の対象となる。
なお、ドイツ憲法（基本法第38条）に、連邦議会の議員は「委任および指示に拘束されず、かつ自己の良心にのみ従う」とされているが、会派規律に沿って投票することは憲法違反ではないとされ、一般に許容されている。

## アメリカ合衆国
アメリカ合衆国議会では法案に対してほとんど党議拘束がかけられていないため、議案ごとに個々の与野党議員が是々非々で交差投票（クロスボーティング）を行う。委員長選出などの議事運営上での選任投票など党派色の強い案件を除き、党議拘束は緩く法案ごとに同調する議員をまとめている。これは大統領を頂点とする行政府に権力を付与するために議会において党議拘束が求められる必要がないということが大きい。
政党規律が弱く利益団体（圧力団体）が個々の議員の表決に影響力を行使しやすい政治構造ということもありロビー活動が特に活発となっているが、利益集団の数が著しく増加するとともに利益集団政治が政党の衰退の一因となっているという指摘もある。政党のリーダーとたとえば地元選挙区の意見や利害が衝突した場合には、議員は政党の拘束よりも地元の利害に基づいて判断し、議会での投票行動をおこなう。下院を通過する法案の数が提出法案全体の1割程度と極めて低いが、所属政党の決定とは関係なく議員は個人で法案提出が可能であるために法案提出が個々の議員の政治的意見の主張や選挙区や利害団体へのアピールのために行われている背景があるとの指摘がある。